# 京都師範学校
京都師範学校 （きょうとしはんがっこう） は、第二次世界大戦中の1943年 （昭和18年） に、京都府に設置された師範学校である。
本項は、京都府師範学校・京都府女子師範学校などの前身諸校を含めて記述する。

## 概要
- 京都府師範学校・京都府女子師範学校の統合・官立移管により設置され、男子部・女子部を置いた。
- 1876年 （明治9年） 創立の京都府師範学校を起源とする。
- 第二次世界大戦後の学制改革で新制京都学芸大学 （現・京都教育大学） の母体の一つとなった。

## 沿革

### 京都府立期

#### 講習所
- 1874年6月4日： 京都府、小学校取締所内に小学校教員講習所を設置。
  - 京都 下立売釜座 （現・京都市上京区、京都府庁北側） の旧京都守護職邸 （会津藩御用屋敷址） 内。
- 1875年2月： 京都府中学構内に教員仮講習所を設置[1]。

#### 旧・京都府師範学校
- 1876年2月14日： 京都府権知事 槇村正直、宮内卿 徳大寺実則に師範学校設立の伺書を提出[2]。
- 1876年4月1日： 京都府師範学校設立認可[3]。
- 1876年6月2日： 開校式挙行。
  - 京都御苑 石薬師御門内、准后里御殿を仮校舎とした。2年制の小学師範学科を設置。
- 1878年3月： 第1回卒業。
- 1879年12月： 下立売釜座の新校舎に移転。
  - 京都守護職御役 会津藩御用屋敷址 （現・京都府庁北側）。
- 1882年2月： 附属小学校を開設。
- 1882年7月： 師範学校教則大綱に準拠し教則・校則改正。
  - 初等科 （1年）・中等科 （2年）・高等科 （4年） を設置。
- 1884年11月： 兵式体操を導入。
- 1886年1月23日： 京都府女学校師範科を移管、京都府師範学校女子部とする。
  - 附属小学校・幼稚園保育科も移管。
  - 校舎は上京区土手町丸太町下ル駒之町の九条邸跡に所在。

#### 京都府尋常師範学校
- 1887年4月1日： 師範学校令に準拠し京都府尋常師範学校と改称[4]。
  - 本科は修業年限4年、入学資格16歳以上、
- 1887年7月： 女子部が上京区寺町荒神口上ルの旧知事邸に移転。
- 1888年4月： 男子部が上京区第二二番組荒神口松蔭町の旧尋常中学校校舎に移転。
  - 現・京都府立鴨沂高等学校の南側付近。
- 1890年9月： 男子部校地に女子部も移転。

#### 京都府師範学校
- 1898年4月1日： 師範教育令に準拠し京都府師範学校と改称。
  - 本科は修業年限4年、入学資格 男子16歳以上・女子15歳以上。
- 1899年4月： 愛宕郡上賀茂村字小山に新築移転。
  - 現・京都市北区小山南大野町・紫野東御所田町、京都教育大附属京都小・同 京都中所在地。
  - 同月、京都府教育会が師範学校予備科を開設 （1907年廃止）。
- 1908年1月： 学則制定 （京都府告示第156号）。
  - 本科第一部 （4年制。3年制高等小学校卒対象）・本科第二部 （1年制。中学校卒対象） を設置。
- 1908年4月： 女子部が京都府女子師範学校として分離独立。
  - 京都府師範学校は男子校となった。
- 1909年5月： 校歌制定。『紫野辺の暑さにも』 （黒本植 作詞、吉田恒三 作曲）。
- 1911年4月： 「入学試験事件」 発生[5]。
  - 本科第二部に同志社普通部卒の4名が志願した。中学校令による中学校でないため科目免除が受けられず （志願者側の認識と異なった）、結局全員が不合格となったが、師範学校校長が 「同志社はキリスト教学校なので、入学して来てもらっては困る」 と発言した旨の誤報道がなされた。

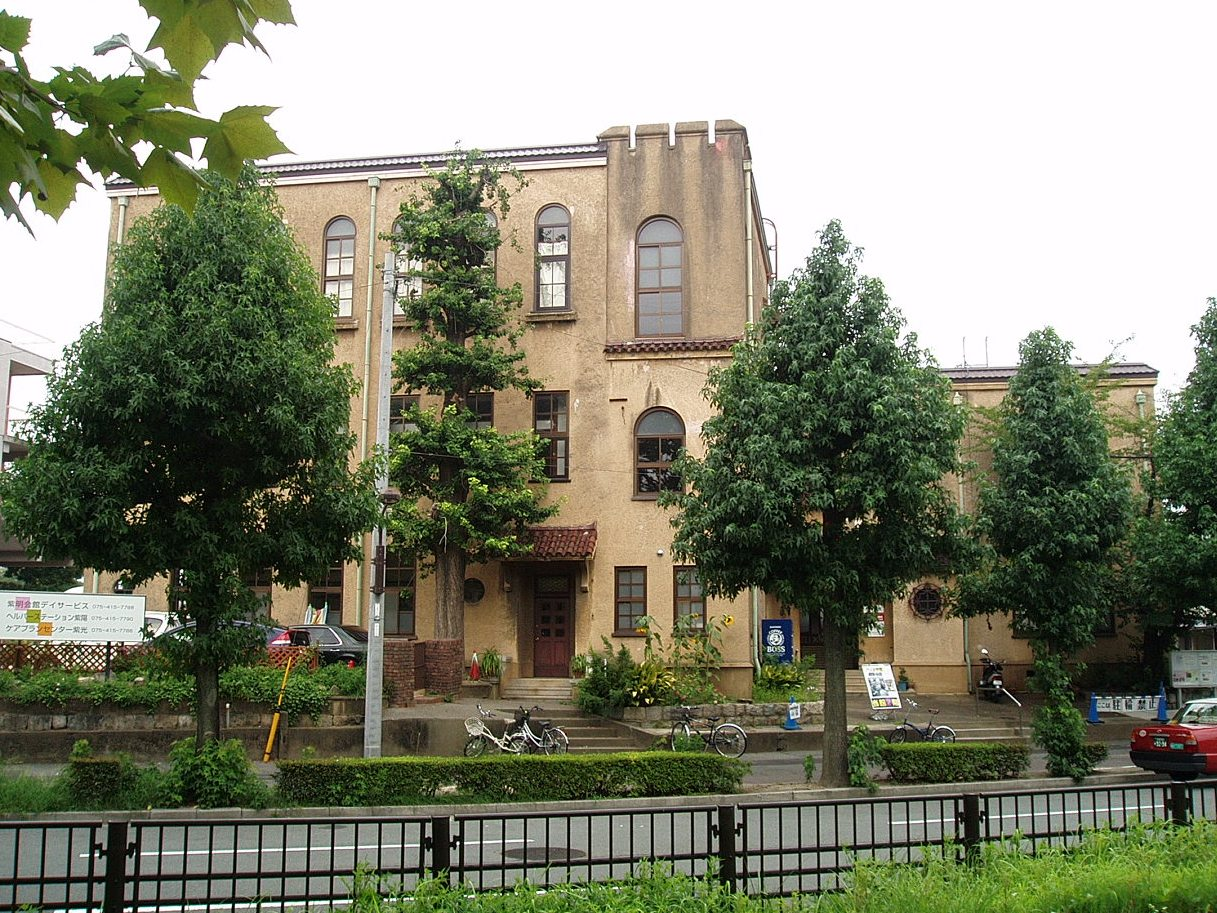
紫明会館（京都府師範学校同窓会館）、1932年竣工

- 1920年3月： 学則改正。予備科を新設 （1年制。2年制高等小学校卒対象）。
- 1925年4月： 本科第一部を5年制に変更、予備科を廃止。
- 1926年4月： 専攻科を開設 （1年制）。
- 1931年1月： 本科第二部を2年制に延長。
- 1932年3月：野球部が第9回選抜中等学校野球大会に出場。
- 1936年3月：野球部が第13回選抜中等学校野球大会に出場。
- 1939年5月： 傷痍軍人京都小学校教員養成所を併設[6]。
  - 1942年4月、傷痍軍人国民学校訓導京都養成所と改称 （1947年7月閉鎖）。

#### 京都府女子師範学校
- 1886年1月23日： 京都府女学校師範科が京都府師範学校女子部となる。
- 1887年4月： 京都府尋常師範学校女子部と改称。
- 1887年7月： 府女学校校内から上京区寺町荒神口上ルの旧知事邸に移転。
- 1890年9月： 上京区第二二番組荒神口松蔭町の男子部校地に統合移転。
- 1898年4月： 京都府師範学校女子部と改称。
- 1899年4月： 愛宕郡上賀茂村字小山に新築移転。
- 1908年4月1日： 京都府師範学校女子部が分離独立し京都府女子師範学校開校 （京都府告示第72号）。
  - 本科第一部 （4年制。3年制高等小学校卒対象）・本科第二部 （1年制。高等女学校卒対象） を設置。
  - 上京区吉田町、私立吉田中学校旧校舎を仮校舎として発足。京都市第一高等小学校・第二錦林尋常小学校を代用附属とする。
- 1910年4月： 愛宕郡大宮村字紫竹 （現・京都市北区） の新校舎に移転。
  - 大宮村立待鳳尋常高等小学校を附属小学校とする。
- 1917年12月： 紀伊郡伏見町堀内村の農事試験場跡へ移転 （移転告示は1918年1月）。
  - 現・京都市伏見区桃山井伊掃部東町、京都教育大学附属桃山中学校所在地。
- 1918年4月： 府立桃山高等女学校 （現・京都府立桃山高等学校） を併設。
  - 同月、伏見住吉幼稚園・伏見第三尋常小学校を附属校に充当。
- 1921年2月： 本科第二部の修業年限を1年4ヶ月に延長。
- 1925年4月： 本科第一部を5年制に変更。
- 1926年4月： 専攻科を開設 （1年制）。

### 官立期

#### 京都師範学校
- 1943年4月1日：京都府師範学校・京都府女子師範学校を統合し、官立京都師範学校設置。
  - 旧京都府師範学校校舎に男子部、旧京都府女子師範学校校舎に女子部を設置。
  - 本科（3年制。中等学校卒対象）・予科（高等小学校卒対象）を設置。
- 1943年6月6日：開講式を挙行。
- 1947年4月：横田校長着任。
  - 広域合併による大学昇格をにらみ、滋賀師範・奈良師範と協議。
- 1948年2月：校長、文部省の一県一大学方針により、京都大学事務局長と折衝。
  - 京都大学側には合併計画のないことを確認。京都青年師範学校（青師）は京大農学部への併合を希望していたため、京都師範単独での大学昇格を決断。
- 1948年4月：昇格準備委員会発足。
- 1948年6月：青師の京大農学部ブランチ案が流れ、青師と合同での昇格に変更。
- 1949年5月31日：新制京都学芸大学（後の京都教育大学）発足。
  - 京都師範学校は青師と共に母体として包括された。
  - 旧・男子部校地に大学本部、旧：女子部校地に桃山分校、旧：青師校地に高原分教場を設置。
- 1951年3月：京都学芸大学京都師範学校（旧制）、廃止。

## 歴代校長
京都府師範学校（京都府尋常師範学校を含む）
- 利根川浩：（校長心得）1882年8月[7]
- 利根川浩：1884年2月 - 1885年4月
- 坪井仙次郎：1885年5月 - 1886年9月
- 八代規：1886年11月16日[8] - 1889年3月19日[9]
- 加藤正矩：1889年9月11日[10] - 1893年12月25日
- 清水誠吾：1894年1月16日 - 1902年9月23日
- 柴崎鉄吉：1902年10月9日 - 1906年5月22日
- 鈴木光愛：1906年5月22日 - 1909年9月28日
- 堀義太郎：1909年9月28日 - 1913年5月31日
- 角谷源之助：1913年5月31日 - 1923年3月
- 川面松衛：1923年3月31日[11] - 1932年3月
- 三国谷三四郎：1932年3月 - 1938年4月
- 立川伊三郎：1938年4月 - 1942年3月
- 北川久五郎：1942年3月 - 1943年3月

京都府女子師範学校
- 川名万松：1908年3月31日 - 1908年6月26日
- 武井悌四郎：1908年6月26日 - 1914年2月3日
- 小豆沢英男：1914年2月3日 - 1916年9月20日
- 龍山義亮：1916年9月30日 - 1917年7月6日
- 木下竹次：1917年7月6日 - 1919年3月
- 西山績：1919年3月 - 1921年9月
- 高柳竹四郎：1921年9月 - 1930年9月
- 山崎良平：1930年9月 - 1931年4月
- 越川弥栄：1931年4月 - 1932年3月
- 上田剛：1932年3月 - 1939年8月
- 山本嘉一：1939年8月 - 1942年6月
- 富田規矩一：1942年6月 - 1943年3月

官立京都師範学校
- 北川久五郎：1943年4月1日[12] - 1945年1月25日[13]
- 長岡弥一郎：1945年1月25日[13] - 1946年11月
- （事務取扱）三谷甚治郎：1946年11月 - 1947年4月15日[14]
- 校長： 横田純太：1947年4月15日[14] - 1951年3月
  - 前・岡山師範学校校長

## 校地の変遷と継承
京都師範学校男子部
前身の京都府師範学校から引き継いだ京都市上京区 （現・京都市北区） 小山南大野町 （附属校は紫野東御所田町） の校地を使用した。同校地は後身の新制京都学芸大学に引き継がれ、1957年9月に現在の伏見区深草藤森町 （旧陸軍歩兵第9連隊跡 → アメリカ軍キャンプ・フィッシャー跡） に移転するまで使用された。
小山南大野町の旧校地は、現在は京都教育大学 （1966年に京都学芸大学から改称） 附属京都小中学校中・高等部の校地となっている。隣接する附属京都小中学校初等部は、引き続き紫野東御所田町の校地を使用している。
京都師範学校女子部
前身の京都府女子師範学校から引き継いだ京都市伏見区桃山町 （現・桃山井伊掃部東町） の校地を使用した。同校地は後身の新制京都学芸大学に引き継がれ、桃山分校となった。桃山分校は 1957年4月に廃止となり、現在の伏見区深草藤森町の校地に統合移転した。旧桃山校地は、現在は京都教育大学附属桃山中学校の校地となっている。

## 著名な出身者
- 奥繁三郎 - 実業家・衆議院議長
- 奥村竹三 - 教員・衆議院議員
- 稲畑勝太郎 - 稲畑産業創立者
- 野田只夫 - 歴史学者
- 古谷蒼韻 - 書家
- 松尾幸造 - 元プロ野球選手

## 関連書籍
- 京都教育大学120周年記念誌編集委員会（編）『京都教育大学百二十年史』　京都教育大学、2001年6月。